# Анджапаридзе, Отар Георгиевич
Отар Георгиевич Анджапаридзе (12 февраля 1920, Батуми — 27 мая 1996, Москва) — советский и российский вирусолог, знаковая фигура советской и российской вирусологии, основатель и, в течение нескольких десятилетий, бессменный директор Института вирусных препаратов Минздрава СССР/РАМН в Москве, которому в 1999 году было присвоено его имя.

## Биография
Родился 12 февраля 1920 года в Батуми в семье потомственного дворянина Георгия Несторовича Анджапаридзе. В 1937 году окончил среднюю русскую школу в Батуми. В 1938 году приехал в Москву и поступил в 1-й медицинский институт. Собирался учиться на хирурга, но из-за сильной потери зрения на один глаз не прошёл медкомиссию. В итоге стал знаменитым вирусологом.
В период учёбы в Москве жил у родственников по материнской линии на 1-й Тверской-Ямской улице (в те годы улице Горького). Завершил медицинское образование уже в Тбилиси в 1943 году.
До 1946 года находился на противоэпидемической работе в Батуми. С 1946 года — научный сотрудник Института вирусологии им. Д. И. Ивановского АМН СССР. С 1950 года — заведующий отделом контроля производства в Государственном контрольном институте (Государственный контрольный институт медицинских биологических препаратов им. Л. А. Тарасевича).
В 1946 году женился на Орловой Татьяне Сергеевне, переехал в Москву и начал работу в московских научно-исследовательских институтах. В 1957 году пришёл на работу в НИИ вирусных препаратов, став в дальнейшем его бессменным директором.
В 1963—1965 годы — начальник Главного управления по производству бактерийных и вирусных препаратов МЗ СССР. С 1965 года возглавляет Московский НИИ вирусных препаратов.
В 1971 году избран членом-корреспондентом Академии медицинских наук СССР, в 1975 — академиком АМН СССР.
Отар Георгиевич не имел детей, зато оставил богатое научное и творческое наследие, не потерявшее актуальности и сегодня. Похоронен на Троекуровском кладбище в Москве.

## Признание и награды
Отар Георгиевич Анджапаридзе — академик Российской академии медицинских наук, профессор, доктор медицинских наук, внёсший значительный вклад в развитие отечественной вирусологии.
Автор более чем 400 научных трудов и монографий, под его руководством успешно защищено свыше 30 кандидатских и докторских диссертаций.
В течение многих лет был экспертом Всемирной организации здравоохранения по вирусным инфекциям, избирался академиком-секретарем Отделения профилактической медицины РАМН.
За успехи в научной деятельности был награждён орденом Ленина, орденом Октябрьской Революции (11.02.1980), двумя орденами Трудового Красного Знамени и орденом Дружбы народов.

## Интересные факты
- Отар Георгиевич Анджапаридзе — потомок благочинного Имеретинской Епархии, священника Кицийской Спасской церкви Самсона Анджапаридзе по линии его старшего сына — Нестора. При крещении в 1855 году Нестора восприемником был записан дворянин Шенгелая.
- Супруга Отара Георгиевича Анджапаридзе — Татьяна Сергеевна Орлова в 1951 году окончила Московский институт иностранных языков. Сначала она работала в Издательстве литературы на иностранных языках, а с 1954 года, в качестве референта, полностью посвятила себя помощи мужу в работе над докторской диссертацией, защита которой состоялась через 10 лет — в 1964 году.